# Autobahn A4 (Schweiz)
Die Schweizer Autobahn A4 bzw. Autostrasse A4 ist weitgehend deckungsgleich mit der Nationalstrasse 4 und führt auf einer Gesamtlänge von 165 Kilometern vom Grenzübergang mit Deutschland bei Thayngen über Schaffhausen, Winterthur und Zürich nach Altdorf UR.

## Streckenverlauf
Die A4 beginnt als Autostrasse am Grenzübergang Thayngen an der Grenze zu Deutschland, überquert bei Schaffhausen mit einer Schrägseilbrücke den Rhein und führt von Flurlingen, durch das Zürcher Weinland, als sogenannte Miniautobahn (4 Spuren richtungsgetrennt, jedoch ohne Pannenstreifen) bis nach Kleinandelfingen und weiter als Autostrasse nach Winterthur. Zwischen Winterthur und Zürich verläuft die A4 gemeinsam mit der als Autobahn ausgebauten A1. Ab der Verzweigung Zürich Ost verlaufen die A4 und die A1 über den sogenannten Nordring zur Verzweigung Limmattal, von wo aus die A4 und die A3 seit dem 4. Mai 2009 über die Westumfahrung von Zürich führen; bis Mai 2009 endete dieses Teilstück am Autobahnanschluss Birmensdorf. Von Süden her wurde ab der Verzweigung Blegi in Richtung Knonau ein Teilstück 1970 genehmigt, anschliessend gebaut aber nicht genutzt. Erst die Ablehnung der Kleeblatt-Initiative im April 1990 machte eine neue Projektierung mit einer umweltschonenderen Variante möglich. Am 13. November 2009 wurde das Teilstück der A4 im Knonauer Amt zwischen den Verzweigungen Zürich West und Blegi bei Cham eröffnet. Mit 4'680 Meter ist der Islisbergtunnel das wichtigste Bauwerk in diesem Streckenabschnitt. Ab Blegi verläuft die A4 nach Schwyz und endet als Autostrasse nach dem Mositunnel bei Brunnen. Der rund 20 Kilometer lange Streckenabschnitt zwischen Küssnacht und Brunnen wurde zwischen 1976 und 1981 erstellt.

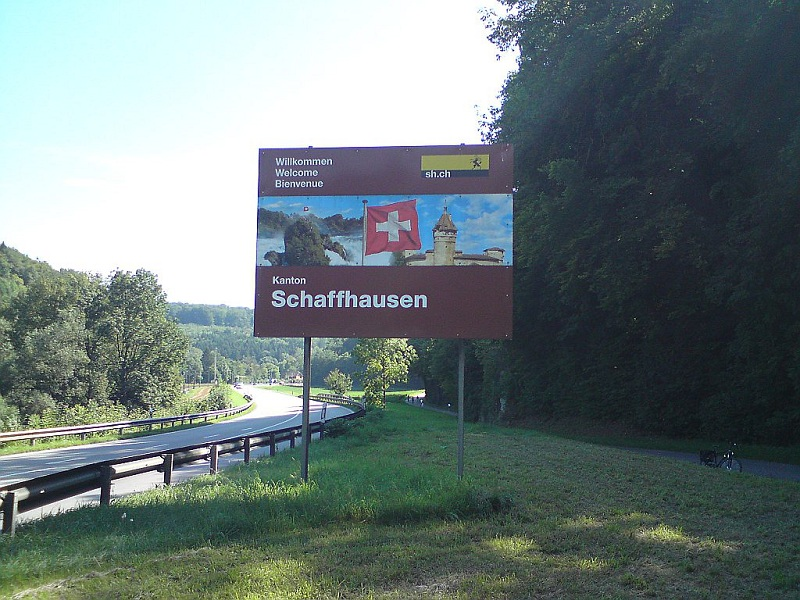
Informationsschild Kanton Schaffhausen

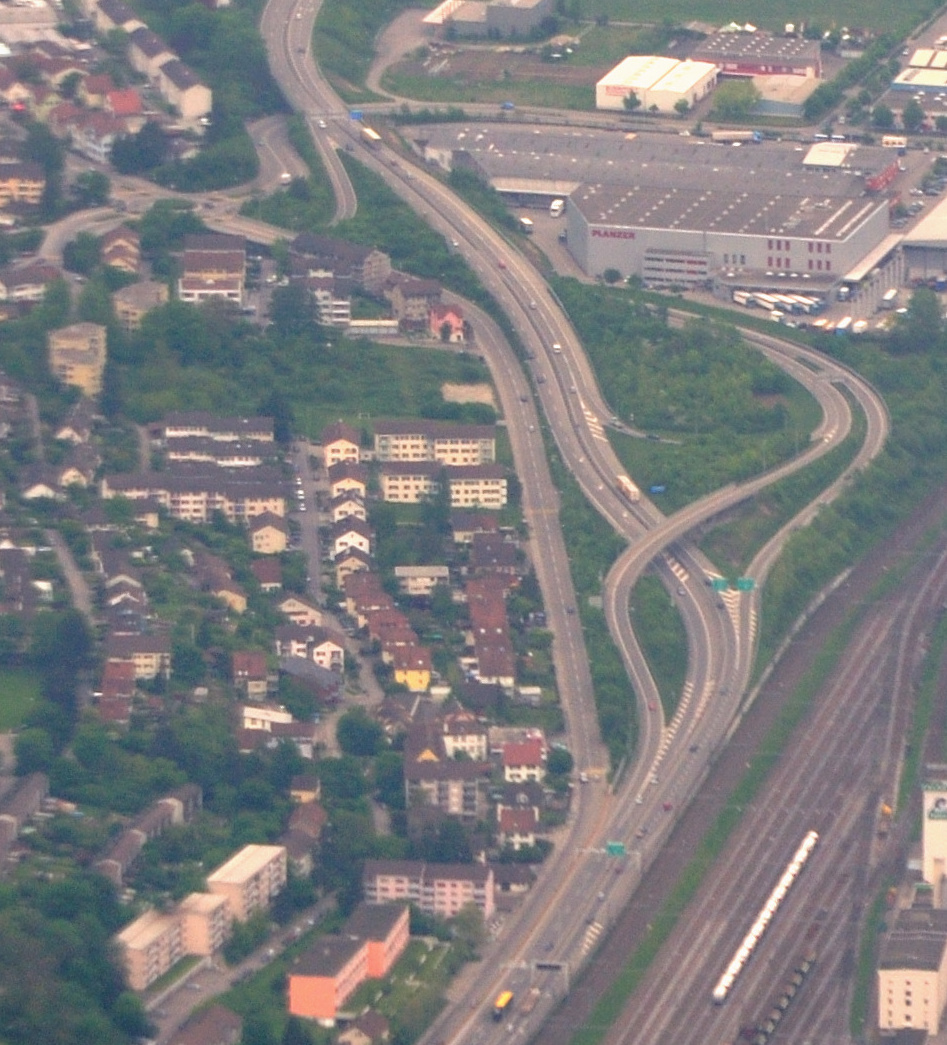
Verzweigung Mutzentäli bei Schaffhausen, Luftbild 2010

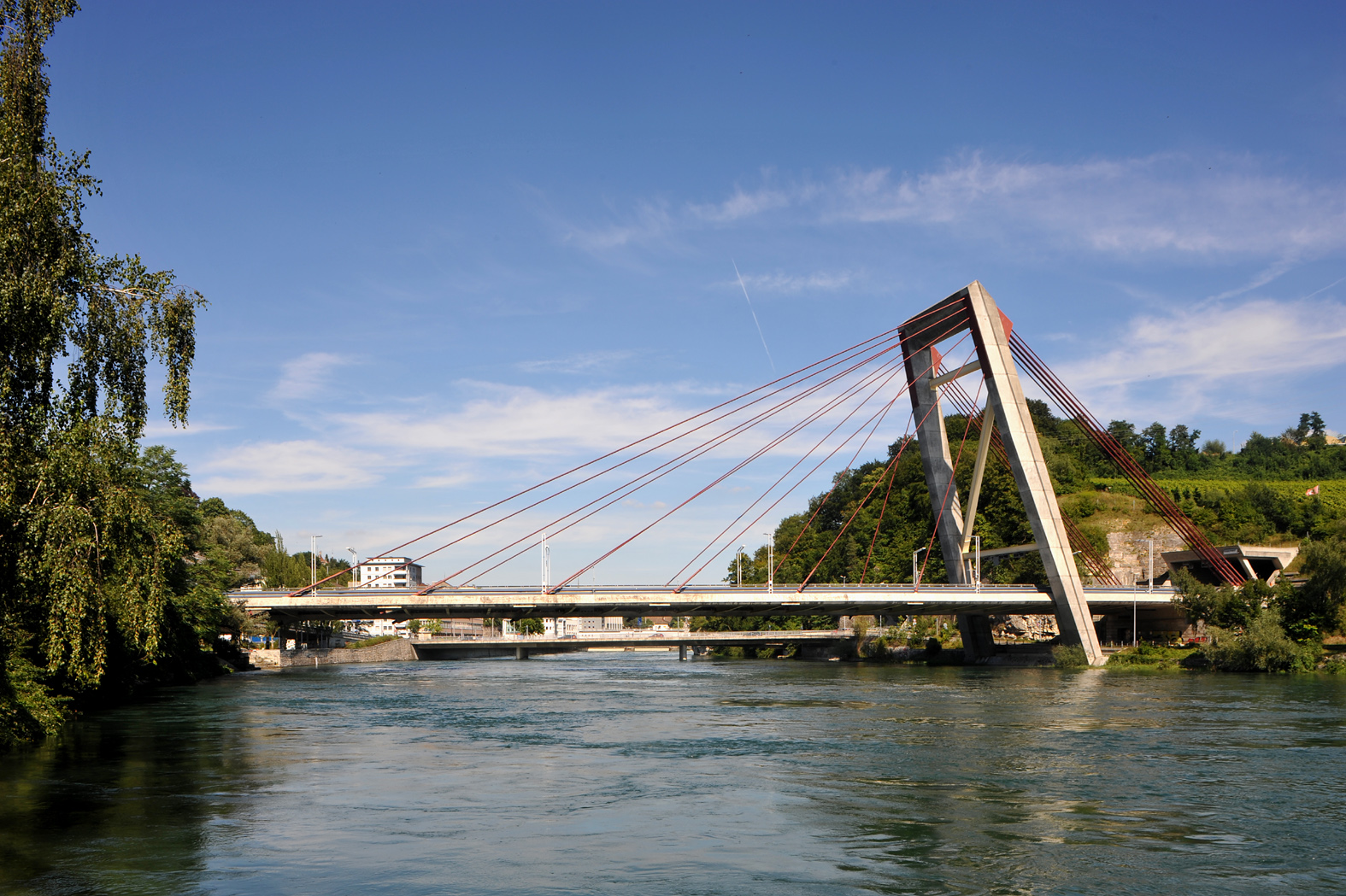
A4-Autobahnbrücke über den Rhein bei Schaffhausen

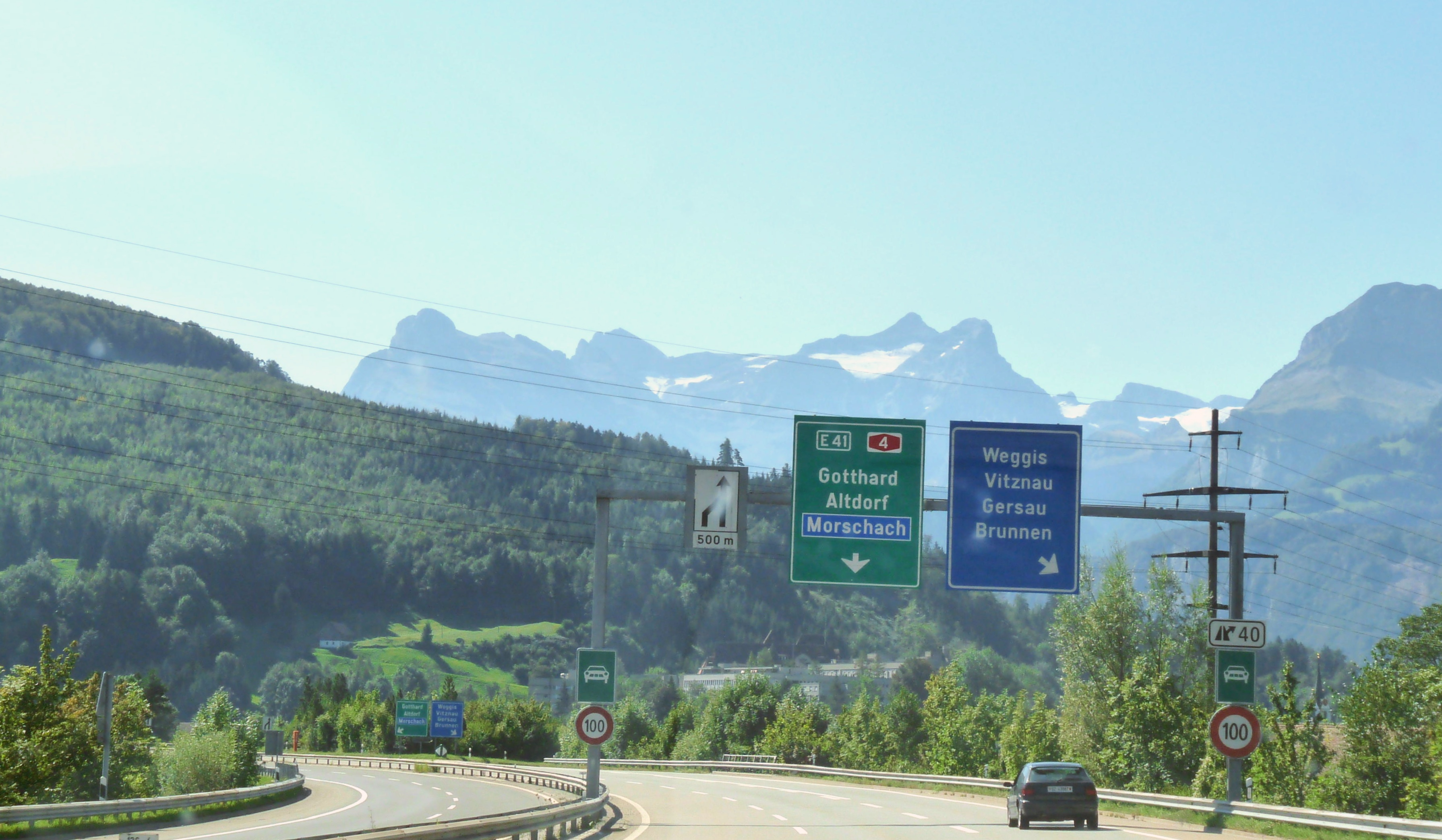
Autobahnende der A4 bei Brunnen

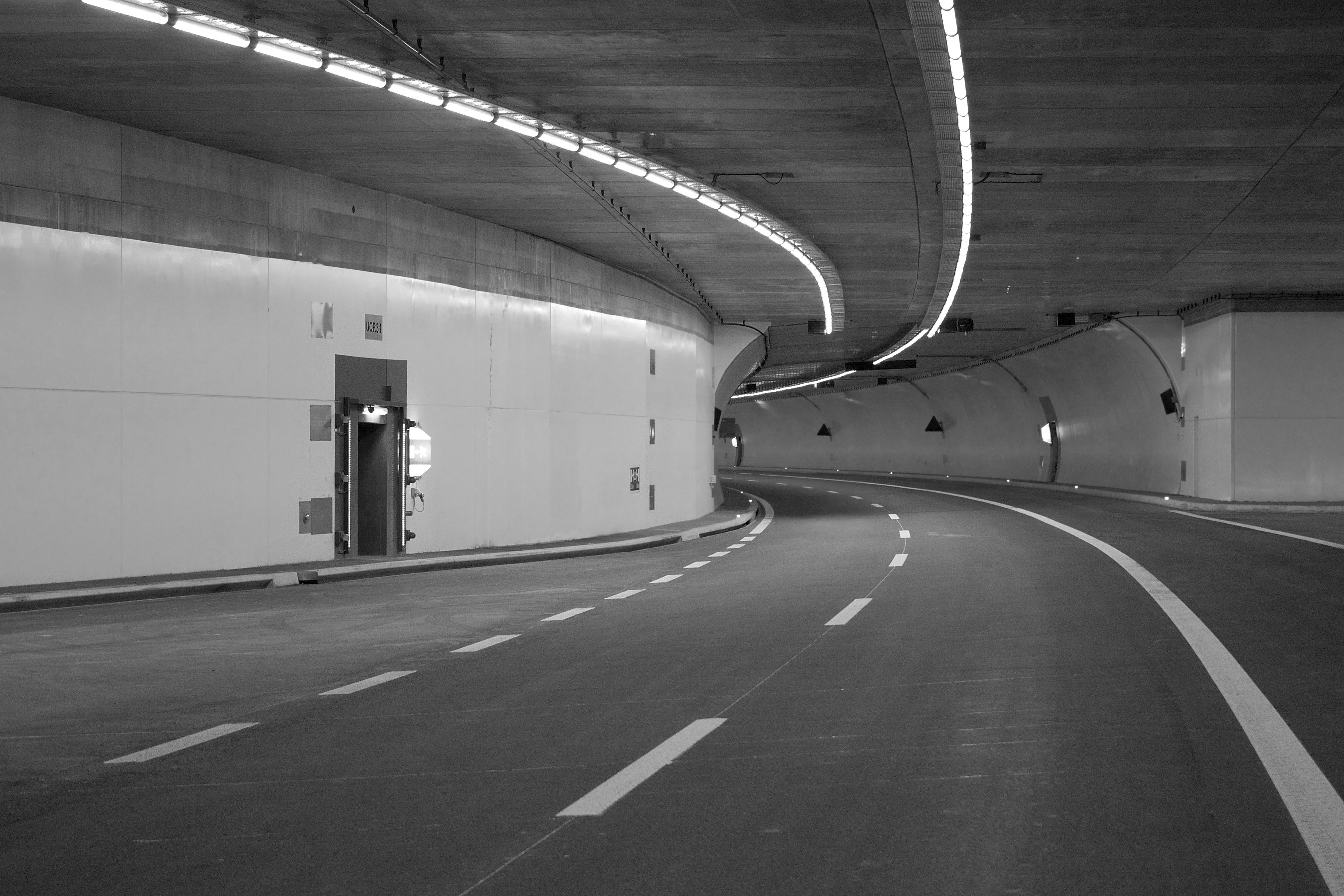
Der Islisbergtunnel, kurz vor der Fertigstellung fotografiert

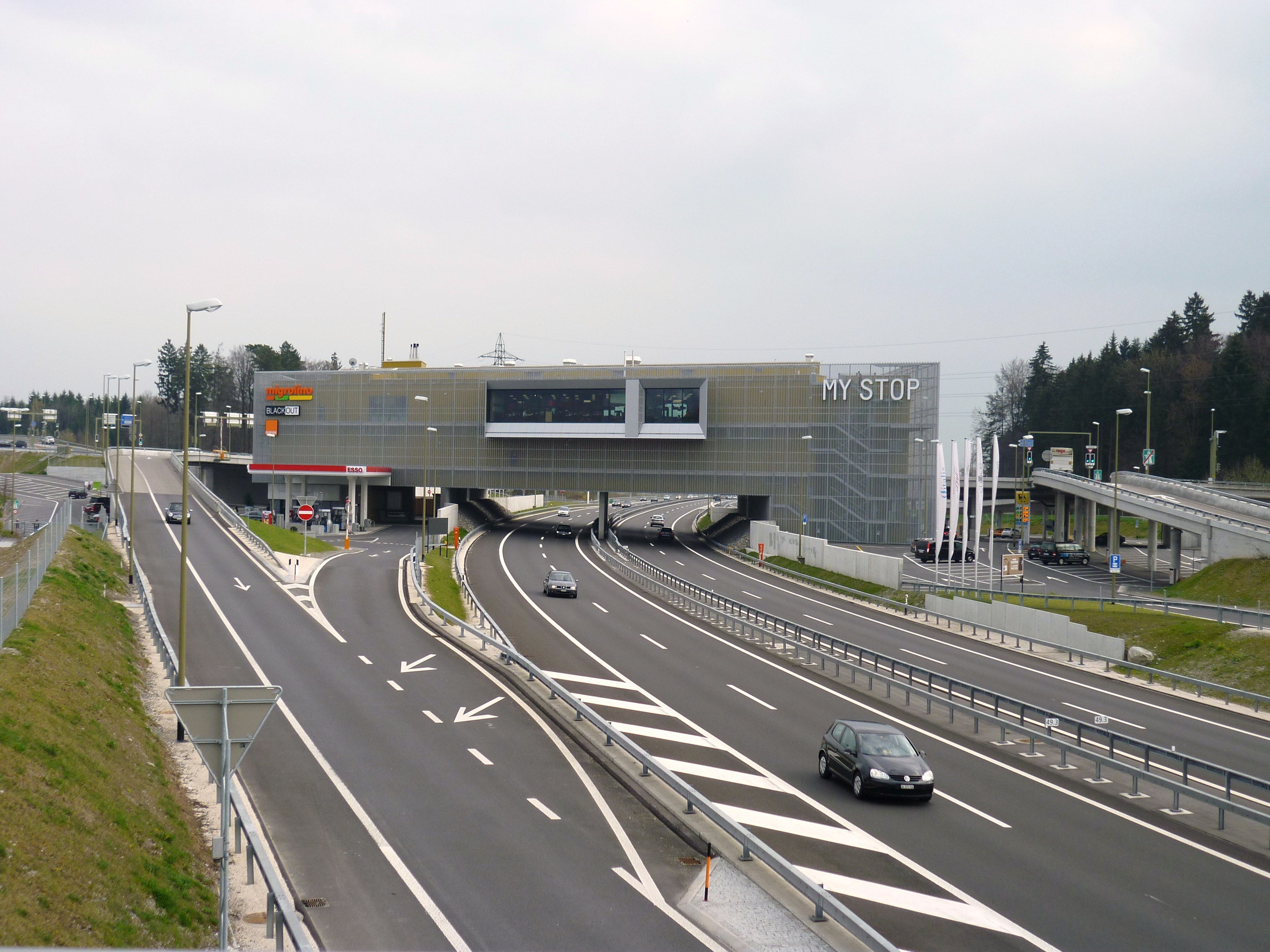
Die Ausfahrt Affoltern und die Raststätte Knonauer Amt

Die Fortsetzung ist die Axenstrasse, die von Brunnen nach Altdorf im Kanton Uri führt und als Nationalstrasse dritter Klasse den Ausbaustand einer Hauptstrasse besitzt. Die 2005 eröffnete Tunnelumfahrung Flüelen ist wiederum als Autostrasse ausgewiesen, der Anschluss an die A2 blieb hingegen als nicht kreuzungsfreie Hauptstrasse bestehen.

## Geschichte

### Ausbau Flurlingen–Kleinandelfingen auf 2010
2006 genehmigte das UVEK den Ausbau der zweispurigen Nationalstrasse N4 zwischen Flurlingen und Kleinandelfingen in eine richtungsgetrennte vierspurige als  Autostrasse signalisierte „Miniautobahn“. Baubeginn war Sommer 2007, freigegeben wurde es am 22. Oktober 2010. Der Ausbau kostete etwa 140 Millionen Franken. Damit wurde dem grossen Verkehrsaufkommen Rechnung getragen.

### Galgenbucktunnel 2019
Im Dezember 2019 wurde als Erweiterung des A4-Anschlusses Schaffhausen Süd der 1'138 Meter lange Galgenbucktunnel eröffnet. Er dient als Umfahrung der Gemeinde Neuhausen am Rheinfall sowie als direkte Anbindung des Klettgaus (Hauptstrasse 13/Hauptstrasse 14) mit der A4 nach Winterthur resp. nach Deutschland. Auch die Hauptstrasse 4 vom Flughafen Zürich – Bülach nach Schaffhausen wird durch den Galgenbucktunnel geführt. Der Tunnel ist Teil des Nationalstrassennetzes, darf jedoch ohne Autobahnvignette befahren werden.

### Nationalstrassennetzanpassung 2020
Der sogenannte «Neue Netzbeschluss» 2020 sah die Anpassung des Strassennetzes im Kanton Schaffhausen an die realen Transitverkehrsströme vor. Die am Grenzübergang Bargen endende Nationalstrasse 4 wird auf deutscher Seite von keiner leistungsstarken Strasse abgenommen, der Transitverkehr in Richtung Stuttgart wurde über die damalige kantonale Autostrasse J15 über den Grenzübergang Thayngen abgewickelt, und dort von der deutschen Bundesstrasse 34 abgenommen, die zur Bundesautobahn 81 führt. Die J15 wurde daher von der Verzweigung Mutzentäli bis zum Grenzübergang Thayngen/Bietingen zur Nationalstrasse und zur A4 umklassiert, die ehemalige A4 wurde im Gegenzug von der Verzweigung Mutzentäli bis zum Grenzübergang Bargen/Neuhaus am Randen zur kantonalen Autostrasse abklassiert und wird als H4 gekennzeichnet.
Der Schaffhauser Kantonsrat hat die Stellungnahme am 15. September 2008 einstimmig (69:0 Stimmen) verabschiedet, die kantonale Volksabstimmung hierzu wurde am 30. November 2008 abgehalten und mit 88,9 % Ja-Stimmen (23'974:2'988 Stimmen) ebenfalls angenommen.
Der Beschluss wurde vorerst nicht umgesetzt, da das Volk an der Eidgenössischen Volksabstimmung vom 24. November 2013 die Änderung des Bundesgesetzes über die Abgabe für die Benützung von Nationalstrassen (Nationalstrassenabgabegesetz, NSAG) ablehnte, weswegen die A4/N4 nach wie vor in Bargen begonnen hatte – in der Vorlage ging es um die Erhöhung des Preises der Autobahnvignette, welches die Erweiterung des Nationalstrassennetzes hätten finanzieren sollen. Durch Annahme des NAF im Februar 2017 erfolgte der Abtausch A4 / J15 zum 1. Januar 2020.
Die Anschlüsse an der bisherigen Kantonsstrasse J15 wurden ins bestehende Nummernsystem der N4/A4 einbezogen. Der Verlauf lautet ab dem 1. Januar 2020:
- Grenzübergang Thayngen/Biegungen
- Thayngen (1)
- Kesslerloch (1a)
- Schaffhausen Herblingen (2)
- Verzweigung Mutzentäli (3)

## Aktuelles Ausbauprojekt

### Vollausbau Kleinandelfingen-Verzweigung Winterthur Nord
Laut Medienmitteilung des Bundesamtes für Strassen ASTRA (Filiale Winterthur) von Januar 2024 wird die 9,5 Kilometer lange Strecke zwischen Kleinandelfingen und Winterthur für CHF 350 Millionen zu einer vierspurigen Autobahn mit Pannenstreifen ausgebaut. Die Planungen starteten 2010. Das Ausbauprojekt wurde dazumal vom Bundesrat in der zweiten Programmbotschaft PEB (26. Februar 2014) ins Modul 1 der Engpassbeseitigungen des Nationalstrassennetz aufgenommen. Seit 2018 ist dieses Projekt neu im «Ausbauschritt 2014» enthalten. Für den Vollausbau ist die Erstellung einer dritten Weinlandbrücke erforderlich. Der Spatenstich zum Vollausbau erfolgte am 26. Mai 2025. Die Bauarbeiten starteten im Juni 2025, die Eröffnung ist gegen Ende 2028 geplant.

## Künftige Ausbauprojekte

### Ausbau der Axenstrasse
Gemäss Bundesamt für Strassen ASTRA soll in den Jahren 2011 bis 2025 die Axenstrasse in mehreren Etappen ausgebaut werden.  Der 2,9 Kilometer lange Morschacher Tunnel wird das Dorf Brunnen umfahren. Sisikon wird durch einen 4,4 Kilometer langen Tunnel vom Durchgangsverkehr entlastet. Durch den Ausbau wird die Axenstrasse auch besser vor Steinschlag und anderen Naturgewalten geschützt.

### Stadtdurchfahrt Schaffhausen
Mittelfristig war geplant, den Tunnel Fäsenstaub und die Galerie Schönenberg sowie den weiteren Verlauf der A4 zwischen den Anschlüssen Schaffhausen Herblingen und Schaffhausen Süd auf Schaffhauser Stadtgebiet von derzeit zwei auf vier Fahrspuren auszubauen, da die Stadtdurchfahrt laut Prognosen in den nächsten Jahren an die Kapazitätsgrenze stossen werde. Der Tunnel Fäsenstaub sollte unter anderem eine zweite Röhre erhalten (Fäsenstaubtunnel II) und die Galerie Schönenberg auf vier Fahrspuren erweitert werden. Der Bund hat im Herbst 2009 den Ausbau der Stadtdurchfahrt Schaffhausen in die Liste der Projekte mit einem dringlichen Planungsbedarf aufgenommen. Im Rahmen des Ausbauschrittes 2023 für die Nationalstrassen war neben anderen Projekten auch der Bau der 2. Röhre des Fäsenstaubtunnels vorgesehen. Gegen den entsprechenden Bundesbeschluss wurde das fakultative Referendum ergriffen. Am 24. November 2024 wurde die Vorlage in der eidgenössischen Volksabstimmung von 52,7 Prozent der Stimmenden abgelehnt. Im Kanton Schaffhausen wurde die Vorlage mit 53,6 Prozent angenommen, in der Stadt hingegen mit 56,0 Prozent abgelehnt.
Der Fäsenstaub- und Cholfirsttunnel entsprechen nicht mehr den aktuellen Sicherheitsstandards. Ab 2015 werden deshalb bei beiden Tunnels die Lüftungen angepasst sowie je ein parallel verlaufender Sicherheitsstollen erstellt.

### Cholfirsttunnel und Rheinbrücke
Der Neubau einer zweiten Röhre für den Cholfirsttunnel (Cholfirsttunnel II) und der Ausbau der Rheinbrücke auf vier Fahrspuren wurde im neuen Bedarfsplan des Eidgenössischen Departements für Umwelt, Verkehr, Energie und Kommunikation (UVEK) vorerst zurückgestellt. Eine Realisierung ist allenfalls ab 2025 oder 2030 möglich. Die Rheinbrücke und der Cholfirsttunnel bleiben daher auf absehbare Zeit dreispurig.

## Vignettenpflicht
Zwischen dem Grenzübergang bei Thayngen und dem Anschluss Thayngen darf die Autostrasse ohne Vignette befahren werden.